# 貝利耶大區
6°55′N 5°3′W / 6.917°N 5.050°W

貝利耶大區（Bélier Region），是科特迪瓦的31個大區之一，位於該國中部，由湖泊區負責管轄，首府設於亞穆蘇克羅，始建於2011年，面積6,809平方公里，2014年人口346,768，人口密度每平方公里51人。